# Dilectissima Nobis
 Dilectissima Nobis  è un'enciclica di papa Pio XI, promulgata il 3 giugno 1933, e dedicata alla violenta persecuzione a cui era sottoposta la Chiesa cattolica in Spagna. Il Pontefice critica la nuova legislazione spagnola, in particolare